# Mike Swain
Michael Lee Swain –conocido como Mike Swain– (Elizabeth, 21 de diciembre de 1960) es un deportista estadounidense que compitió en judo.
Participó en tres Juegos Olímpicos de Verano entre los años 1984 y 1992, obteniendo una medalla de bronce en la edición de Seúl 1988 en la categoría de –71 kg. En los Juegos Panamericanos consiguió dos medallas en los años 1983 y 1987.
Ganó tres medallas en el Campeonato Mundial de Judo entre los años 1985 y 1989, y dos medallas en el Campeonato Panamericano de Judo en los años 1978 y 1986.

## Palmarés internacional
| Juegos Olímpicos        | Juegos Olímpicos              | Juegos Olímpicos  | Juegos Olímpicos |
| Año                     | Lugar                         | Medalla           | Categoría        |
| ----------------------- | ----------------------------- | ----------------- | ---------------- |
| 1988                    | Seúl (Corea del Sur)          | Medalla de bronce | –71 kg           |
| Campeonato Mundial      |                               |                   |                  |
| Año                     | Lugar                         | Medalla           | Categoría        |
| 1985                    | Seúl (Corea del Sur)          | Medalla de plata  | –71 kg           |
| 1987                    | Essen (RFA)                   | Medalla de oro    | –71 kg           |
| 1989                    | Belgrado (Yugoslavia)         | Medalla de plata  | –71 kg           |
| Juegos Panamericanos    |                               |                   |                  |
| Año                     | Lugar                         | Medalla           | Categoría        |
| 1983                    | Caracas (Venezuela)           | Medalla de bronce | –71 kg           |
| 1987                    | Indianápolis (Estados Unidos) | Medalla de oro    | –71 kg           |
| Campeonato Panamericano |                               |                   |                  |
| Año                     | Lugar                         | Medalla           | Categoría        |
| 1978                    | Buenos Aires (Argentina)      | Medalla de plata  | –65 kg           |
| 1986                    | Salinas (Puerto Rico)         | Medalla de oro    | –71 kg           |